# Mathias Hensch
Mathias Hensch (* 18. Dezember 1967 in Celle) ist ein deutscher Mittelalterarchäologe.

## Leben
Hensch studierte bei Walter Sage und Ingolf Ericsson Archäologie des Mittelalters und der Neuzeit, bei Arthur Berger und Björn-Uwe Abels Vor- und Frühgeschichte sowie bei Gerd Zimmermann und Bernd Schneidmüller Geschichte mit Schwerpunkt Mittelalterliche Geschichte an der Universität Bamberg sowie Archäologie des Mittelalters bei Else Roesdahl an der Universität Aarhus in Dänemark. Den Magister Artium erlangte er 1996. Von 1992 bis 2001 leitete er die Grabungen am früh- und hochmittelalterlichen Herrschaftszentrum Sulzbach (Schloss Sulzbach) in der Oberpfalz und wurde 2003 mit seiner Arbeit zu diesem Thema bei Ericsson und Schneidmüller an der Universität Bamberg promoviert.
Hensch war von Anfang 2020 bis zu Beginn des Jahres 2021 als Altstadtberater und Archäologe bei der Stadt Amberg tätig. Von Februar 2021 bis Juli 2022 war Hensch Referent für Mittelalter- und Neuzeitarchäologie am Dienstsitz Tübingen des Landesamts für Denkmalpflege Baden-Württemberg im Regierungspräsidium Stuttgart. Seit August 2022 leitet er die Stadt- und Kreisarchäologie Uelzen in der Lüneburger Heide. 
Seine Forschungs- und Arbeitsschwerpunkte sind die Siedlungs-, Kirchen- und Herrschaftsgeschichte sowie die frühe Montangeschichte der Oberpfalz.
Hensch verfasste zahlreiche Publikationen und Forschungsarbeiten zur mittelalterlichen Archäologie und Geschichte der Oberpfalz.

## Veröffentlichungen (Auswahl)
- Archäologische Funde und Befunde zur Frühzeit der Stadt Uelzen. Leihdorf Verlag, Raden 1997, ISBN 978-3-89646-451-4.
- Burg Sulzbach in der Oberpfalz. Archäologisch-historische Forschungen zur Entwicklung eines Herrschaftszentrums des 8. bis 14. Jahrhunderts in Nordbayernö. 3 Bde. Büchenbach 2005, ISBN 978-3-933474-30-8.
- Der verlorene Hussenturm. Historisch-archäologische Betrachtungen zu einem bemerkenswerten Bauwerk der Burg Sulzbach/Oberpfalz. Verlag Dr. Faustus, Büchenbach 2009, ISBN 978-3-933474-59-9.
- Die Burg der Herren von Thurndorf. Archäologische Spurensuche an einem fast vergessenen Platz hochmittelalterlicher Herrschaftsbildung. Verlag Eckard Bodner, Pressath 2017,  ISBN 978-3-939247-75-3.
- Erz – Feuer – Eisen. Eine kleine Geschichte des frühen Montanwesens in der mittleren Oberpfalz. Culturcon Medienverlag, Berlin 2018, ISBN 978-3-944068-81-7.
- Sulzbach und Gerberga – Archäologisch-historische Indizienketten. Ein Beitrag zur Adelsgeschichte des 10. und 11. Jahrhunderts in Nordbayern (= Schriftenreihe des Stadtmuseums Sulzbach-Rosenberg. Bd. 32). Sulzbach-Rosenberger 2021, ISBN 978-3-9814093-7-6.